# Пітер Догерті (ветеринар)
Пітер Чарльз Догерті (англ. Peter Charles Doherty; народився 15 жовтня, 1940 року, Брисбен, Австралія) — австралійський ветеринар і вчений, лауреат Нобелівської премії з фізіології і медицини 1996 року «За відкриття в області імунної системи людини, в зокрема її здатності виявляти клітини, уражені вірусами». Кавалер ордена Австралії.

## Біографія
Пітер Догерті народився 15 жовтня 1940 року у австралійському місті Брисбен (Квінсленд). Закінчив Університет Квінсленда в 1966 році, після чого захистив дисертацію в Единбурзькому університеті (Шотландія) і отримав ступінь доктора філософії в 1970 році. Після цього Догерті повернувся до Австралії в Школу медичних досліджень Джона Куртіна (Канберра), де він виконав свої відомі імунологічні роботи по розпізнаванню T-лімфоцитами антигенів. В наш час[коли?] в основному працює в Університеті Мельбурна (Вікторія), а також в Дитячому дослідному госпіталі Сент-Джуд в Мемфісі .

## Нагороди
В 1995 році Догерті отримав премію Альберта Ласкера за фундаментальні медичні дослідження. В 1996 році він разом з Рольфом Цинкернагелем отримав Нобелівську премію з фізіології і медицини. В 1997 році був названий в Австралії людиною року. Кавалер ордена Австралії.